# Summa supplicia
Nel diritto romano, con la locuzione summa supplicia venivano denominate le pene, capitali o meno, eseguite con modalità atroci e ignominiose, come:
- la damnatio ad bestias, ovvero l'esposizione a belve fameliche;
- la damnatio in crucem, ovvero la crocifissione;
- la ad furcam damnatio, ovvero l'impiccagione;
- la vivi crematio, ovvero l'imposizione sul rogo;
- la capitis amputatio, ovvero la decapitazione;
- la damnatio ad metalla, ovvero i lavori forzati in perpetuo;
- l'exilium, ovvero l'esilio, il quale era accompagnato dalla perdita permanente della cittadinanza romana e quindi della capacità giuridica nonché dalla confisca generale dei beni;
- la deportatio in insulam, ovvero il confino in una contrada lontana con perdita della cittadinanza romana e quindi della capacità giuridica e confisca dei beni;
- la relegatio in insulam, ovvero il confino in una contrada lontana.

L'elenco si ricava da un passo del Digesto giustinianeo: «Capitalium poenarum fere isti gradus sunt. Summum supplicium esse videtur ad furcam damnatio. Item vivi crematio: quod quamquam summi supplicii appellatione merito contineretur, tamen eo, quod postea id genus poenae adinventum est, posterius primo visum est. Item capitis amputatio. Deinde proxima morti poena metalli coercitio. Post deinde in insulam deportatio»
Erano in genere riservate ai cittadini che non godevano dello status civitatis (cittadinanza romana).
L'esecuzione della pena capitale era di solito affidata al carnifex (uno schiavo pubblico). La pena di morte poteva essere evitata se il condannato richiedeva in alternativa di andarsene in esilio, con conseguente Aquae et ignis interdictio. Nel caso di indebito rientro dall'esilio, veniva poi eseguita la condanna a morte. 